# الکساندر هرناندز
الکساندر هرناندز (انگلیسی: Alexander Hernandez؛ زادهٔ ۱ اکتبر ۱۹۹۲) ورزشکار هنرهای رزمی ترکیبی و کشتی‌گیر اهل ایالات متحده آمریکا است. وی از سال ۲۰۱۲ میلادی تاکنون مشغول فعالیت بوده‌است.